# Бамба, Мохамед (баскетболист)
Мохамед Бамба (англ. Mohamed Bamba; род. 12 мая 1998, Гарлем, Нью-Йорк) — американский профессиональный баскетболист. До прихода в НБА играл за баскетбольную команду Техасского университета «Техас Лонгхорнс». Был выбран «Орландо Мэджик» на драфте НБА 2018 года под общим 6 номером.

## Техасский университет
По окончании старшей школы Бамба считался одним из лучших баскетболистов в своём выпуске. Многие университеты предложили ему спортивную стипендию, однако основными претендентами на молодого баскетболиста считались — Кентукки, Дьюк, Техас и Мичиган. В итоге, Мохаммед выбрал Техасский университет в Остине. Ещё до начала студенческого баскетбольного сезона сводный брат Мохамеда Ибрагим Джонсон выложил 22-минутное видео в Facebook Live, в котором рассказал, как представители Мичигана в обход правил предлагали его брату различные вознаграждения в обмен на его поступление к ним, а Мохамед передавал эту информацию в NCAA.
Бамба дебютировал за свою новую команду 10 ноября 2017 года в игре против Нортвестерн Стэйт, в которой набрал 15 очков, сделал 8 подборов и помог одержать убедительную победу над соперником. 20 декабря он установил свой персональный рекорд результативности, набрав в матче против Канзаса 22 очка и сделав 15 подборов. Вскоре он ещё несколько раз улучшал своё достижение и, в итоге, лучшим матчем сезона для него стала игра против Оле Мисс, в которой он набрал 25 очков и сделал 15 подборов. По итогам сезона он был включён в сборную новичков и сборную защиты конференции Big 12.
По итогам чемпионата его команда квалифицировалась в турнир NCAA, где проиграла Неваде. После этого поражения Бамба решил отказаться от дальнейшего обучения и выставить свою кандидатуру на драфт НБА.

## Профессиональная карьера
Еще до начала драфта НБА Бамба отказался от тренировок с «Мемфис Гриззлис» и заявил, что не хочет, чтобы они выбрали его. На драфте НБА 2018 года он был выбран в первом раунде под общим 6 номером клубом «Орландо Мэджик». 3 июля 2018 года он подписал официальный контракт с командой. 1 октября 2018 года он сыграл свой первый предсезонный матч в составе «Мэджик», а уже 17 октября дебютировал в НБА. В его первом матче «Орландо» сумели обыграть «Майами Хит», а сам Мохамед набрал 13 очков, сделал 7 подборов и 2 блок-шота.
9 февраля 2023 года Бамба был обменян в «Лос-Анджелес Лейкерс» в результате четырехстороннего обмена с «Клипперс», «Орландо» и «Денвер Наггетс». 5 марта в матче с «Голден Стэйт Уорриорз» сыграл две минуты и получил травму левой лодыжки. Четыре дня спустя «Лейкерс» объявили, что у Бамбы диагностировали растяжение связок левой лодыжки.
9 июля 2023 года Бамба подписал контракт с «Филадельфией Севенти Сиксерс» . Лучший игрок франшизы «Сиксерс» Джоэл Эмбиид настоял на том, чтобы Бамба присоединился к его команде.
6 июля 2024 года Бамба подписал контракт с «Лос-Анджелес Клипперс».
1 февраля 2025 года Бамба вместе с Пи Джей Такером, выбором во втором раунде драфта 2030 года и денежным вознаграждением были отданы в «Юта Джаз» в обмен на Дрю Юбэнкса и Патти Миллс, но на следующий день от него отказались.
10 марта 2025 года Бамба подписал 10-дневный контракт с «Нью-Орлеан Пеликанс».

## Характеристики игрока
Во время Комбайна НБА 2018 года рост Бамбы составил 216 см, а его размах рук — 239 см, таким образом он установил рекорд НБА по этому показателю, опередив предыдущего рекордсмена Руди Гобера из «Юты Джаз». Он также обладает большой подвижностью, пробежав на тренировке 3/4 игровой площадки за 3,04 секунды, что лучше, чем большинство игроков НБА.

## Статистика

### Статистика в НБА
| Сезон                                                                                    | Команда     | Регулярный сезон | Регулярный сезон | Регулярный сезон | Регулярный сезон | Регулярный сезон | Регулярный сезон | Регулярный сезон | Регулярный сезон | Регулярный сезон | Регулярный сезон | Регулярный сезон | Серия плей-офф | Серия плей-офф | Серия плей-офф | Серия плей-офф | Серия плей-офф | Серия плей-офф | Серия плей-офф | Серия плей-офф | Серия плей-офф | Серия плей-офф | Серия плей-офф |
| Сезон                                                                                    | Команда     | GP               | GS               | MPG              | FG%              | 3P%              | FT%              | RPG              | APG              | SPG              | BPG              | PPG              | GP             | GS             | MPG            | FG%            | 3P%            | FT%            | RPG            | APG            | SPG            | BPG            | PPG            |
| ---------------------------------------------------------------------------------------- | ----------- | ---------------- | ---------------- | ---------------- | ---------------- | ---------------- | ---------------- | ---------------- | ---------------- | ---------------- | ---------------- | ---------------- | -------------- | -------------- | -------------- | -------------- | -------------- | -------------- | -------------- | -------------- | -------------- | -------------- | -------------- |
| 2018/19                                                                                  | Орландо     | 47               | 1                | 16,3             | 48,1             | 30,0             | 58,7             | 5,0              | 0,8              | 0,3              | 1,4              | 6,2              | Не участвовал  | Не участвовал  | Не участвовал  | Не участвовал  | Не участвовал  | Не участвовал  | Не участвовал  | Не участвовал  | Не участвовал  | Не участвовал  | Не участвовал  |
| 2019/20                                                                                  | Орландо     | 62               | 0                | 14,2             | 46,2             | 34,6             | 67,4             | 4,9              | 0,7              | 0,4              | 1,4              | 5,4              | Не участвовал  | Не участвовал  | Не участвовал  | Не участвовал  | Не участвовал  | Не участвовал  | Не участвовал  | Не участвовал  | Не участвовал  | Не участвовал  | Не участвовал  |
| 2020/21                                                                                  | Орландо     | 46               | 5                | 15,8             | 47,2             | 32,2             | 68,2             | 5,8              | 0,8              | 0,3              | 1,3              | 8,0              | Не участвовал  | Не участвовал  | Не участвовал  | Не участвовал  | Не участвовал  | Не участвовал  | Не участвовал  | Не участвовал  | Не участвовал  | Не участвовал  | Не участвовал  |
| 2021/22                                                                                  | Орландо     | 71               | 69               | 25,7             | 48,0             | 38,1             | 78,1             | 8,1              | 1,2              | 0,5              | 1,7              | 10,6             | Не участвовал  | Не участвовал  | Не участвовал  | Не участвовал  | Не участвовал  | Не участвовал  | Не участвовал  | Не участвовал  | Не участвовал  | Не участвовал  | Не участвовал  |
| 2022/23                                                                                  | Орландо     | 40               | 6                | 17,0             | 49,5             | 39,8             | 68,6             | 4,6              | 1,1              | 0,3              | 1,0              | 7,3              | Не участвовал  | Не участвовал  | Не участвовал  | Не участвовал  | Не участвовал  | Не участвовал  | Не участвовал  | Не участвовал  | Не участвовал  | Не участвовал  | Не участвовал  |
| 2022/23                                                                                  | Лейкерс     | 9                | 1                | 9,8              | 40,7             | 31,3             | 54,5             | 4,6              | 0,4              | 0,1              | 0,6              | 3,7              | 3              | 0              | 3,4            | 0,0            | 0,0            | -              | 1,0            | 0,3            | 0,0            | 0,3            | 0,0            |
| 2023/24                                                                                  | Филадельфия | 57               | 17               | 13,0             | 49,0             | 39,1             | 68,0             | 4,2              | 0,7              | 0,4              | 1,1              | 4,4              | Не участвовал  | Не участвовал  | Не участвовал  | Не участвовал  | Не участвовал  | Не участвовал  | Не участвовал  | Не участвовал  | Не участвовал  | Не участвовал  | Не участвовал  |
|                                                                                          | Всего       | 332              | 99               | 17,2             | 47,8             | 36,1             | 68,1             | 5,5              | 0,9              | 0,4              | 1,3              | 7,0              | 3              | 0              | 3,4            | 0,0            | 0,0            | -              | 1,0            | 0,3            | 0,0            | 0,3            | 0,0            |
| Наведите курсор мыши на аббревиатуры в заголовке таблицы, чтобы прочесть их расшифровку. |             |                  |                  |                  |                  |                  |                  |                  |                  |                  |                  |                  |                |                |                |                |                |                |                |                |                |                |                |

### Статистика в NCAA
| Сезон | Команда | Conf   | Class | GP | GS | MPG  | FG%  | 3P%  | FT%  | RPG  | APG | SPG | BPG | PPG  |
| --- | ------- | ------ | ----- | -- | -- | ---- | ---- | ---- | ---- | ---- | --- | --- | --- | ---- |
| 2017/18 | Техас   | Big 12 | FR    | 30 | 29 | 30,2 | 54,1 | 27,5 | 68,1 | 10,5 | 0,5 | 0,8 | 3,7 | 12,9 |
| Всего | Всего   | Всего  | Всего | 30 | 29 | 30,2 | 54,1 | 27,5 | 68,1 | 10,5 | 0,5 | 0,8 | 3,7 | 12,9 |
| Наведите курсор мыши на аббревиатуры в заголовке таблицы, чтобы прочесть их расшифровку Статистика приведена с сайта sports-reference.com |         |        |       |    |    |      |      |      |      |      |     |     |     |      |